# Conrad Moench
Conrad Moench (Kassel , 15 de agosto  de 1744 – Marburg, 6 de janeiro de 1805 ) foi um botânico alemão.
Foi professor de botânica na Universidade de Marburg desde 1786 até a sua morte.

## Obras
- Supplementum Ad Methodum A Staminum Situ Describendi. Marburg 1802
- Arzneymittellehre der einfachen und zusammengesetzten gebräuchlichen Mittel. Marburg 1800
- Einleitung zur Pflanzen-Kunde. Marburg 1798
- Methodus plantas horti botanici et agri Marburgensis. Marburg 1794
- Systematische Lehre von denen gebräuchlichsten einfachen und zusammengesezten Arzney-Mitteln. Marburg 1792-95
- Verzeichniß ausländischer Bäume und Stauden des Lustschlosses Weissenstein bey Cassel. Fleischer, Frankfurt, Leipzig 1785
- Bemerkungen über einige einfache und zusammengesetzte Arzneymittel. Fleischer, Frankfurt 1781
- Enumeratio plantarum indigenarum Hassiae praesertim inferioris. Kassel 1777